# Albert-Ernest Ier d'Oettingen-Oettingen
Albert-Ernest Ier d'Oettingen-Oettingen (en allemand Albrecht Ernst I. zu Oettingen-Oettingen) est né à Oettingen (Allemagne) le 10 octobre 1642 et meurt à Schrattenhofen le 6 février 1683. Il est un noble allemand, fils du comte Joachim-Ernest d'Oettingen-Oettingen (1612-1658) et d'Anne-Dorothée de Hohenlohe-Neuenstein (1621-1643).

## Mariage et descendance
Le 7 juin 1665, il se marie à Stuttgart avec Christine-Frédérique de Wurtemberg (1644–1674), fille du duc Eberhard VII de Wurtemberg (1614-1674) et d'Anne-Catherine de Salm-Kyrbourg (1614-1655). De ce mariage naissent sept enfants :
- Eberardine Sophie (1666-1700) ;
- Albertine Charlotte (1668-1669) ;
- Albert-Ernest II d'Oettingen-Oettingen (1669-1731) ;
- Christine-Louise d'Oettingen-Oettingen (1671-1747), mariée avec Louis-Rodolphe de Brunswick-Wolfenbüttel (1671-1735) ;
- Henriette-Dorothée d'Oettingen (1672-1728), mariée avec Georges-Auguste de Nassau-Idstein (1665-1721) ;
- Eberard Frédéric (1673-1674) ;
- Emmanuel, né et mort en 1674.

Après la mort de sa femme des suites de l'accouchement de leur dernier enfant Emmanuel, Albert-Ernest se remarie en 1682 avec sa cousine Eberardine-Catherine de Wurtemberg, avec qui il a un fils, Albert-Ernest, qui meurt très jeune.